# President de Singapur
El President de Singapur és el Cap d'Estat de Singapur. El càrrec fou creat l'any 1965. D'acord amb les convencions del sistema Westminster de govern parlamentari, el càrrec és merament cerimonial. Actualment el president es tria per a un període de 6 anys directament per la població.
Aquesta és la llista dels presidents de Singapur.
| Nom                        | Imatge              | Inici del mandat       | Fi del mandat          |
| -------------------------- | ------------------- | ---------------------- | ---------------------- |
| Yusof bin Ishak            |                     | 9 d'agost de 1965      | 23 de novembre de 1970 |
| Yeoh Ghim Seng (interí)    |                     | 23 de novembre de 1970 | 2 de gener de 1971     |
| Benjamin Henry Sheares     |                     | 2 de gener de 1971     | 12 de maig de 1981     |
| Yeoh Ghim Seng (interí)    |                     | 12 de maig de 1981     | 23 d'octubre de 1981   |
| Chengara Veetil Devan Nair |                     | 23 d'octubre de 1981   | 27 de març de 1985     |
| Wee Chong Jin (interí)     |                     | 28 de març de 1985     | 29 de març de 1985     |
| Yeoh Ghim Seng (interí)    |                     | 29 de març de 1985     | 1 de setembre de 1985  |
| Wee Kim Wee                |                     | 2 de setembre de 1985  | 1 de setembre de 1993  |
| Ong Teng Cheong            |                     | 1 de setembre de 1993  | 31 d'agost de 1999     |
| Sellapan Ramanathan        | Sellapan Ramanathan | 1 de setembre de 1999  | 31 d'agost de 2011     |
| Tony Tan Keng Yam          | Tony Tan Keng Yam   | 1 de setembre de 2011  | 14 de setembre de 2017 |
| Halimah Yacob              | Halimah Yacob       | 14 de setembre de 2017 | 14 de setembre de 2023 |
| Tharman Shanmugaratnam     |                     | 14 de setembre de 2023 | en el càrrec           |